# Francesca Marinaro
Francesca Maria Marinaro (Villarosa, 26 novembre 1952) è una politica italiana, esponente del Partito Democratico ed europarlamentare.

## Biografia
È stata eletta alle elezioni europee del 1984 per le liste del PCI. È stata membro della Commissione per l'agricoltura, la pesca e l'alimentazione, della Commissione giuridica e dei diritti dei cittadini, della Delegazione per le relazioni con la Svizzera, della Commissione giuridica e per i diritti dei cittadini, della Commissione per le petizioni, della Delegazione per le relazioni con i paesi membri dell'ASEAN, l'Organizzazione interparlamentare dell'ASEAN (AIPO) e la Repubblica di Corea.
Nel 2008 è eletta senatrice, come rappresentante del Partito Democratico, eletta nella circoscrizione Lazio.